# روبين إيسيدرو ألونسو
روبين إيسيدرو ألونسو (بالإسبانية: Rubén Isidro Alonso) هو قسيس أوروغواياني، ولد في 15 مايو 1929 في مونتفيدو في الأوروغواي، وتوفي في 4 سبتمبر 1992 بسبب سرطان.